# عبدالله دوش
عبدالله دوش (انگلیسی: Abdullah Dawsh؛ زادهٔ ۱۲ دسامبر ۱۹۸۷) یک ورزشکار اهل عربستان سعودی است.
از باشگاه‌هایی که در آن بازی کرده‌است می‌توان به باشگاه فوتبال الفیصلی عربستان سعودی و باشگاه فوتبال القادسیه عربستان سعودی اشاره کرد.